# Dali, Syria
Dali (tiếng Ả Rập: دلة) là một ngôi làng Syria nằm ở Al-Hamraa Nahiyah ở huyện Hama, Hama. Theo Cục Thống kê Trung ương Syria (CBS), Dalleh có dân số 535 người trong cuộc điều tra dân số năm 2004.. Trong cuộc nội chiến ở Syria, Dalleh đã bị ISIS bắt giữ, sau đó SAA chiếm được thị trấn này vào ngày 6 tháng 2 năm 2018.